# Weißglanz-Ragwurz
Die Weißglanz-Ragwurz (Ophrys candica) ist eine Art der Gattung Ragwurzen (Ophrys) in der Familie der Orchideengewächse (Orchidaceae).

## Pflanzenbeschreibung
Diese mehrjährige krautige Pflanze erreicht Wuchshöhen zwischen 15 und 40 cm.
Der Blütenstand umfasst zwei bis sieben Blüten. Die rückwärts gerichtete Kelchblätter erscheinen weißlich bis rosa. Die Kronblätter sind genau wie die braune Lippe rundum behaart. Die Lippe ist schwach gehöckert und weist ein großes aufrechtes Anhängsel auf. Das schildförmige Mal hat einen weißen Rand. Das sehr kleine Basalfeld ist umgreifend, diese braunviolette Fläche erscheint oft hell marmoriert. Nur selten sind klare Linien zu erkennen.
Die Blütezeit erstreckt sich von April bis Mai. Die Weißglanz-Ragwurz blüht stets später als die Kleingefleckte Ragwurz (Ophrys holoserica) und die Schnabel-Ragwurz (Ophrys oxyrrhynchos).

## Verbreitung und Standort
Das Verbreitungsgebiet erstreckt sich über das östliche und zentrale Mittelmeergebiet. Man findet die Weißglanz-Ragwurz in Südwestanatolien, auf Samos, auf Rhodos, auf Kreta, auf der südlichen Peloponnes, in Südapulien und im Süden Siziliens.
Man findet diese Art in lichten Eichenwäldern, Garriguen und auf ehemaligem Kulturland bis zu einer Höhe von 900 m.

## Taxonomie und Systematik
Die Weißglanz-Ragwurz wurde 1985 von Werner Greuter, Ursula Matthäs (* 1949) und Horst Risse (1948–1989) in Willdenowia Band 15, Seite 53 als Ophrys candica beschrieben. Synonyme sind Ophrys holoserica subsp. candica (Greuter, Matthäs & Risse) H. A. Pedersen & Faurh. nom. illeg., Ophrys calliantha Bartolo & Pulv., Ophrys lyciensis Paulus, Gügel, D.Rückbr. & U.Rückbr.  und Ophrys lacaena P. Delforge.
Man kann zwei Unterarten unterscheiden:
- Ophrys candica subsp. candica: Sie kommt in Apulien, auf Kreta, Rhodos und in der südwestlichen Türkei in Höhenlagen zwischen 0 und 900 Metern Meereshöhe vor.[2]
- Kythera-Ragwurz (Ophrys candica subsp. cytherea B.Baumann & H.Baumann): Sie kommt im südlichen Griechenland vor. Sie wurde 2006 erstbeschrieben.[2]